# Quai Mozart
Le quai Mozart est une artère de la ville belge de Liège.

## Situation et accès
Ce court quai est situé sur la rive droite de la Dérivation, qui va, d'amont en aval, du quai Mativa au quai Orban. 
La route nationale 90 emprunte le quai. Comme les autres quais longeant la rive droite de la Dérivation depuis le pont des Vennes, la circulation automobile se fait en sens unique sur deux bandes d'amont vers l'aval, du quai Mativa vers le quai Orban. Le tunnel sous la Dérivation passe sous ce quai.
Bien qu'officiellement situé sur le boulevard Raymond Poincaré, le centre commercial Médiacité se trouve le long du quai.
Voiries adjacentes
- Quai Mativa
- Pont des Vennes
- Quai Orban
- Tunnel sous la Dérivation

## Odonymie
Le quai rend hommage au compositeur Wolfgang Amadeus Mozart (1756-1791)